# Marie von Kuck

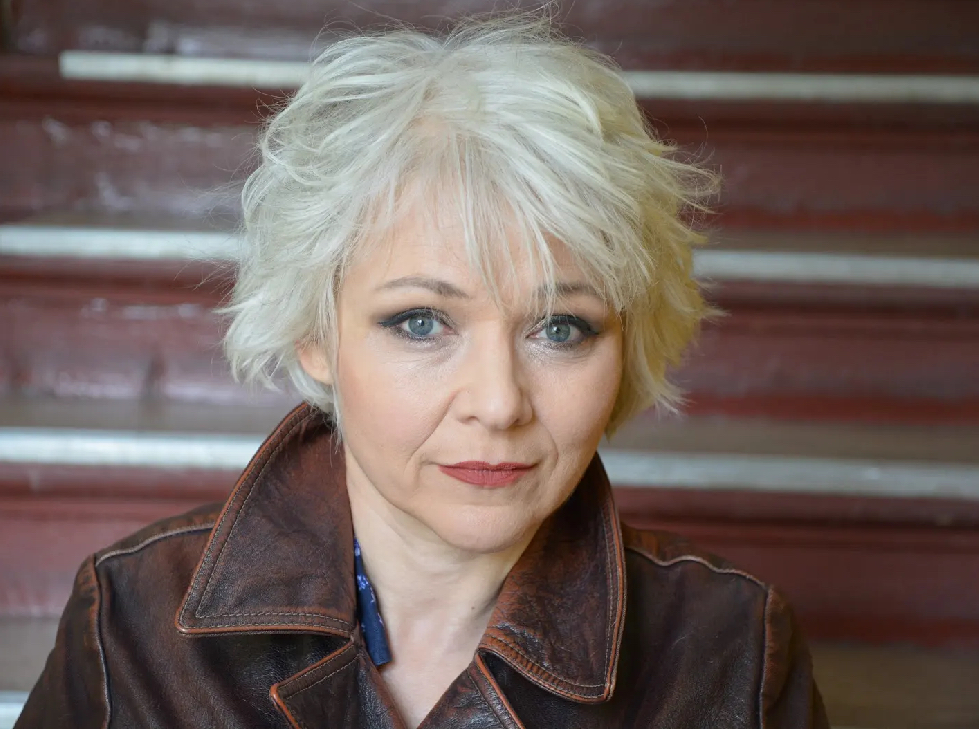
Marie von Kuck (2024)

Marie von Kuck (* 1971 in Leipzig, DDR) ist eine deutsche Investigativ-Journalistin, Theatertherapeutin, Puppenspielerin und Lyrikerin. Seit 2000 arbeitet sie vor allem als freie Autorin. Sie lebt in Berlin.

## Ausbildung
Von Kuck begann 1987 in Leipzig eine Berufsausbildung als Maschinen- und Anlagenmonteurin mit Abitur. Wenig später wurde sie in der DDR-Oppositionsbewegung aktiv. In der Wendezeit 1989 brach sie ihre Ausbildung ab und ging 1990 nach Berlin. Nach verschiedenen Tätigkeiten in Psychiatrie und Pflege ließ sie sich schließlich zur staatlich anerkannten Ergotherapeutin ausbilden. 1997 studierte sie an der Hochschule für Schauspielkunst „Ernst Busch“ Puppenspiel und absolvierte 2017 eine Ausbildung zur Theatertherapeutin.

## Beruf
Für den Hörfunk schreibt Marie von Kuck Reportagen, Hörspiele und Radiofeatures, viele davon preisgekrönt. Sie wendet sich in ihrer journalistischen Arbeit mit kritischer Aufmerksamkeit vielfach Themen sozialer Ungerechtigkeit und den Menschenrechten zu, wie Volker Lilienthal 2019 in seiner Laudatio zur Verleihung des Otto-Brenner-Preises hervorhob. Als ein Beispiel nannte Lilienthal Polizeigewalt, die von Kuck ins öffentliche Bewusstsein gerückt habe, „als andere das heute fast modische Thema noch längst nicht entdeckt hatten“. In Anlehnung an ein Wort des evangelischen Publizisten Robert Geisendörfer würdigte er die Investigativ-Journalistin als „Stimme der Stimmlosen“: „Sie holt die Übersehenen und Missachteten aus dem Schatten unserer Ignoranz.“ Weitere Themen ihrer journalistischen Arbeit sind Rechtsextremismus, Psychiatrie und Gewalt gegen Frauen.

## Werke und Arbeiten
- 2001: Das Herzstück (Kurz-Hörspiel Rundfunk Berlin-Brandenburg (RBB))
- 2002: Spuren und Schatten (Deutschlandradio, Hörspiel von Mario Verandi, Text-Arrangement und Co-Regie)[4]
- 2008: Jurorin des Berliner Hörspielfestivals[5]
- 2010: Unsere versäumten Tage, Liebesbriefe von NVA-Soldaten (Hörbuch, Steinbach-Verlag, ISBN 978-3981336443)
- 2010: Tot oder Lebendig, Protokoll einer Fahndung nach dem Sowjet-Soldaten Viktor Wolkov (Mitteldeutscher Rundfunk (MDR), Deutschlandfunk, erschienen unter dem Namen Marie A. Vater)[6]
- 2011: Online hinterm Walde, Estland zwischen High-Tech und Volkstradition (fünf Reportagen für die Sendereihe „Gesichter Europas“, Deutschlandfunk)[7]
- 2012: Der Mut der Mücke, Lebensstrategien Alleinerziehender (Deutschlandfunk)[8]
- 2013: Puppe, Hightech, große Oper, das Puppentheater auf neuen Wegen (Radio-Feature, RBB)[9]
- 2014 Vorhang auf, Bühne leer, Auf der Suche nach Tschechiens Marionetten (Deutschlandfunk)[10]
- 2015: Zwei Rettungswagen für Syrien, Vom hürdenreichen Weg eines Hilfstransports (Feature für die Sendereihe „Tandem“, Südwestrundfunk (SWR))
- 2016 Matildas Weg ins Leben, Geschichte einer Hausgeburt (Feature für die Sendereihe „Tandem“, SWR)
- 2017: Weinen hilft dir jetzt auch nicht (Radiofeature, Deutschlandfunk, Westdeutscher Rundfunk (WDR))[11]
- 2018: Angst hatte ich nie - Eine Rentnerin bei den internationalen Friedensbrigaden (Feature für die Sendereihe „Tandem“, SWR)[12]
- 2018: Täter in Uniform (Radiofeature, SWR, Deutschlandfunk, Norddeutscher Rundfunk (NDR))[13]
- 2019: Wenn die Geburt zum Albtraum wird (Dokumentarfilm von Catharina Woj für die Sendereihe „Die Story“, Recherche und Mitarbeit)
- 2019: Draußen. Vom Leben wohnungsloser Familien in Berlin (Radiofeature, Deutschlandfunk, RBB, SWR)[14]
- 2020: Die Kinder von Station 19. Auf der Suche nach den Opfern einer Verwahrpsychiatrie (Radiofeature, Deutschlandfunk, Mitteldeutscher Rundfunk (MDR), WDR)[15]
- 2020: Bekenntnisse eines Unbekannten. Ich – der Weihnachtsmann (Radiofeature, Deutschlandfunk)[16]

- 2021: Leeres Konto, leeres Sparschwein. Vom Kampf um den Kindesunterhalt (Radiofeature, zusammen mit Charly Kowalczyk, SWR, Deutschlandfunk, NDR)[17]
- 2021: Keine ärztliche Versorgung. Wie Menschen ohne Krankenkasse in Deutschland leben (Kurz-Reportage, Deutschlandfunk)
- 2021: Rechtsextreme Gewalt gegen Wohnprojekt in Berlin-Spandau (Kurz-Reportage, Deutschlandfunk)
- 2021: Lauschen ob sein Herz noch schlägt – krank ohne Krankenversicherung (Radiofeature, SWR, Deutschlandfunk)[18]
- 2021: Jurorin des Festivals DokKa Karlsruhe[19]
- 2021: Wenn die Welt plötzlich groß ist. Von Klinikroutinen und dem Ausbruch daraus (Kurz-Feature für die Sendereihe „Echtzeit“, Deutschlandfunk Kultur)[20]
- 2022: Ihre Angst spielt hier keine Rolle. Wie Familiengerichte den Schutz von Frauen aushebeln (Radiofeature, Deutschlandfunk, SWR, WDR)[21][22]

Von Kuck veröffentlicht außerdem Gedichte beim Lübecker Lyriktreff.

## Auszeichnungen
- 2012: Deutscher Sozialpreis für „Der Mut der Mücke“[24]
- 2017: Medienpreis des Deutschen Roten Kreuzes und Nominierung für den Prix Europa für „Weinen hilft dir jetzt auch nicht“[25]
- 2018: Prix Europa, 2. Platz mit special recommendations für „Täter in Uniform“[26]
- 2019: 3. Preis des Otto-Brenner-Preises für kritischen Journalismus für „Draußen“[9]
- 2020: Prix Europa, 2. Platz mit special recommendations[27], Dokka-Preis[28] und Nominierung für den Deutschen Radiopreis für „Die Kinder von Station 19“[29]
- 2022: Prix Europa, ausgezeichnet als „beste europäische Radio-Investigation des Jahres“ für „Ihre Angst spielt hier keine Rolle“[30]
- 2023: Robert-Geisendörfer-Preis für „Ihre Angst spielt hier keine Rolle“[31]
- 2024: Auszeichnung zur „Aufmüpfigen Frau des Jahres“ der Stiftung „Aufmüpfige Frauen“[32]